# 呂宋奇絨鮋
呂宋奇絨鮋為輻鰭魚綱鮋形目鮋亞目絨皮鮋科的其中一種，為熱帶海水魚，分布於中西太平洋菲律賓海域，棲息深度64-81公尺，體長可達3.7公分，棲息在底層水域，生活習性不明。